# Agave oroensis
Agave oroensis ist eine Pflanzenart aus der Gattung der Agaven (Agave). Ein englischer Trivialname ist „Zacatecas Cultivar Agave“.

## Beschreibung
Agave oroensis wächst einzeln oder bildet Ableger. Die grünen linealisch, variabel angeordneten, fleischigen, rauen, rinnigen, lang spitz zulaufenden Blätter sind 80 bis 100 cm lang, 8 bis 10 cm breit. Die Blattränder sind gezahnt. Der spitze, graue Enddorn ist 2 bis 3 cm lang.
Der rispige Blütenstand wird 5 bis 6 m hoch. Die gelben Blüten sind 70 bis 75 mm lang und erscheinen an variabel angeordneten Verzweigungen am oberen Teil des Blütenstandes. Die Blütenröhre ist 16 bis 18 mm lang.

## Systematik und Verbreitung
Agave oroensis wächst in Mexiko im Bundesstaat Zacatecas auf Kalksteinhängen in 1850 m Höhe.
Die Erstbeschreibung durch Howard Scott Gentry ist 1982 veröffentlicht worden.
Agave oroensis ist ein Vertreter der Sektion Americanae. Die lokale, kultivierte Art ist nur von der Minenregion nahe Conception del Oro im Norden von Zacatecas bekannt. Typisch sind die schmalen, dicken, fleischigen Blätter mit den rosaknospigen Rispen.